# Molophilus macleayanus
Molophilus macleayanus är en tvåvingeart som beskrevs av Alexander 1928. Molophilus macleayanus ingår i släktet Molophilus och familjen småharkrankar. Inga underarter finns listade i Catalogue of Life.